# 30. duben
30. duben je 120. den roku podle gregoriánského kalendáře (121. v přestupném roce). Do konce roku zbývá 245 dní. Svátek má Blahoslav.

## Události

### Česko
- 1344 – Zvláštní bulou povýšil papež Klement VI. pražské biskupství na arcibiskupství a založil mu v Litomyšli k olomouckému druhé sufragánní biskupství. Po 370 letech se české země staly konečně v církevních záležitostech nezávislými na mohučském arcibiskupstvím, a tím i na Němcích.
- 1848 – Český politický spolek Lípa slovanská ustanoven v Praze z iniciativy českých radikálních demokratů. Prvním předsedou byl Pavel Josef Šafařík.
- 1870 – Vydán celoříšský zdravotnický zákon, který zřídil instituci okresních lékařů a samosprávným orgánům uložil povinnost zorganizovat síť obecních a obvodních lékařů.[1]
- 1886 – Česká premiéra Wagnerovy opery Tristan a Isolda v Praze.
- 1916 – V Českých zemích byl poprvé zaveden letní čas.
- 1945 – Druhá světová válka: sovětská vojska osvobodila Ostravu.

### Svět

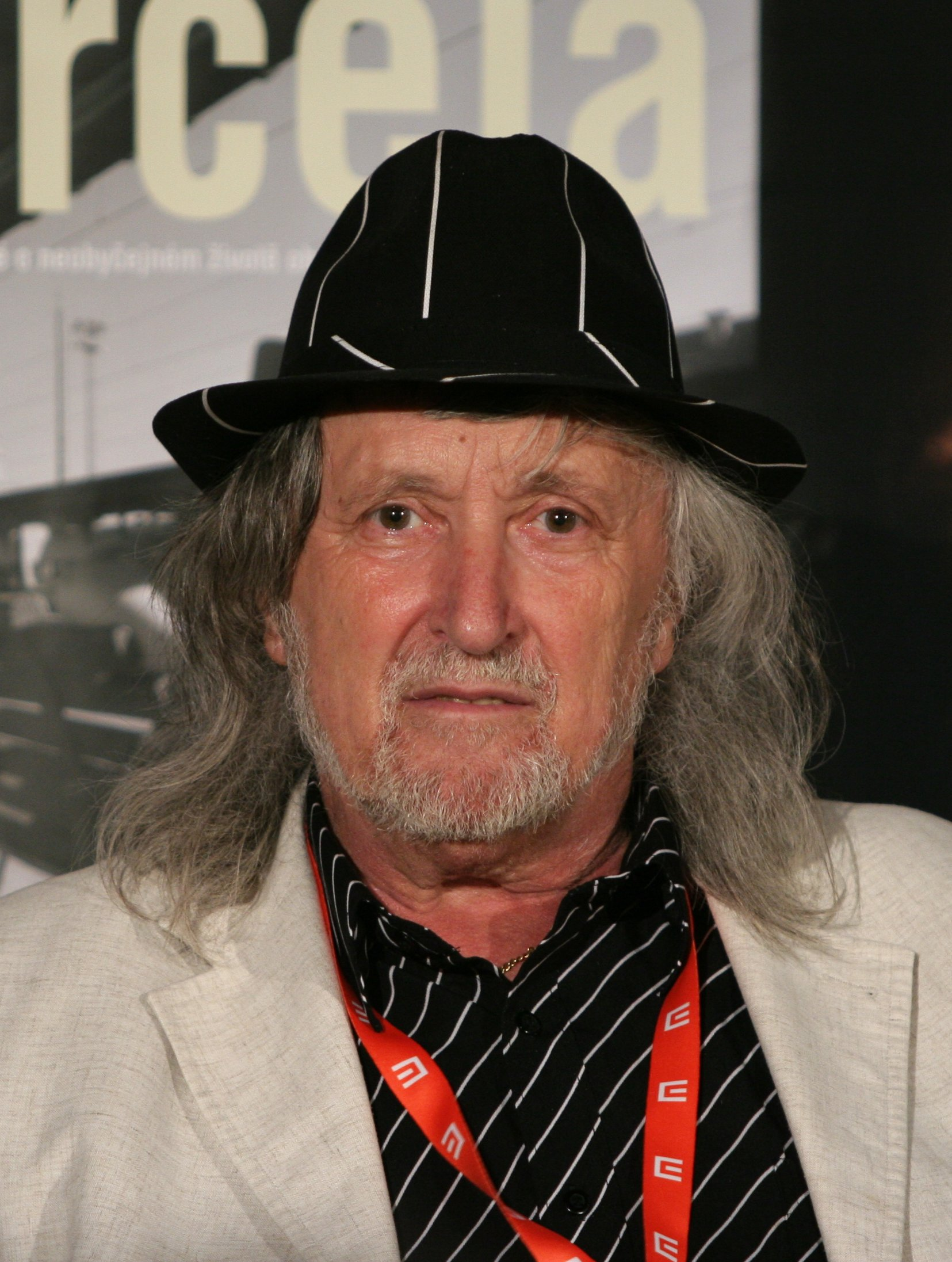
Juraj Jakubisko (* 1938)

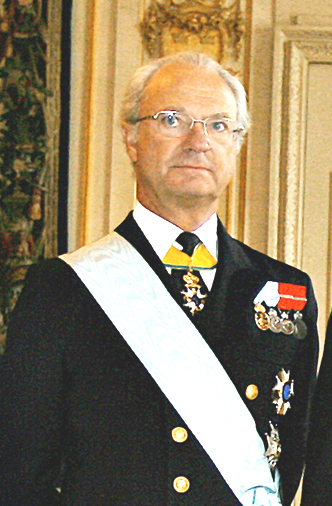
Karel XVI. Gustav (* 1946)

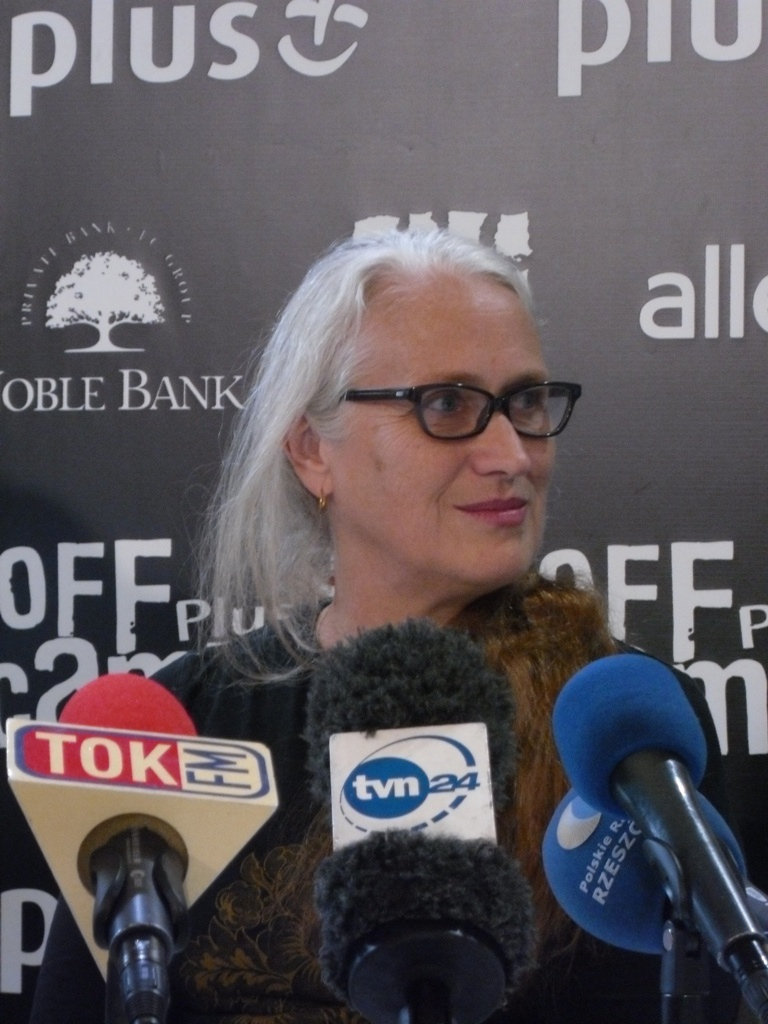
Jane Campion (* 1954)

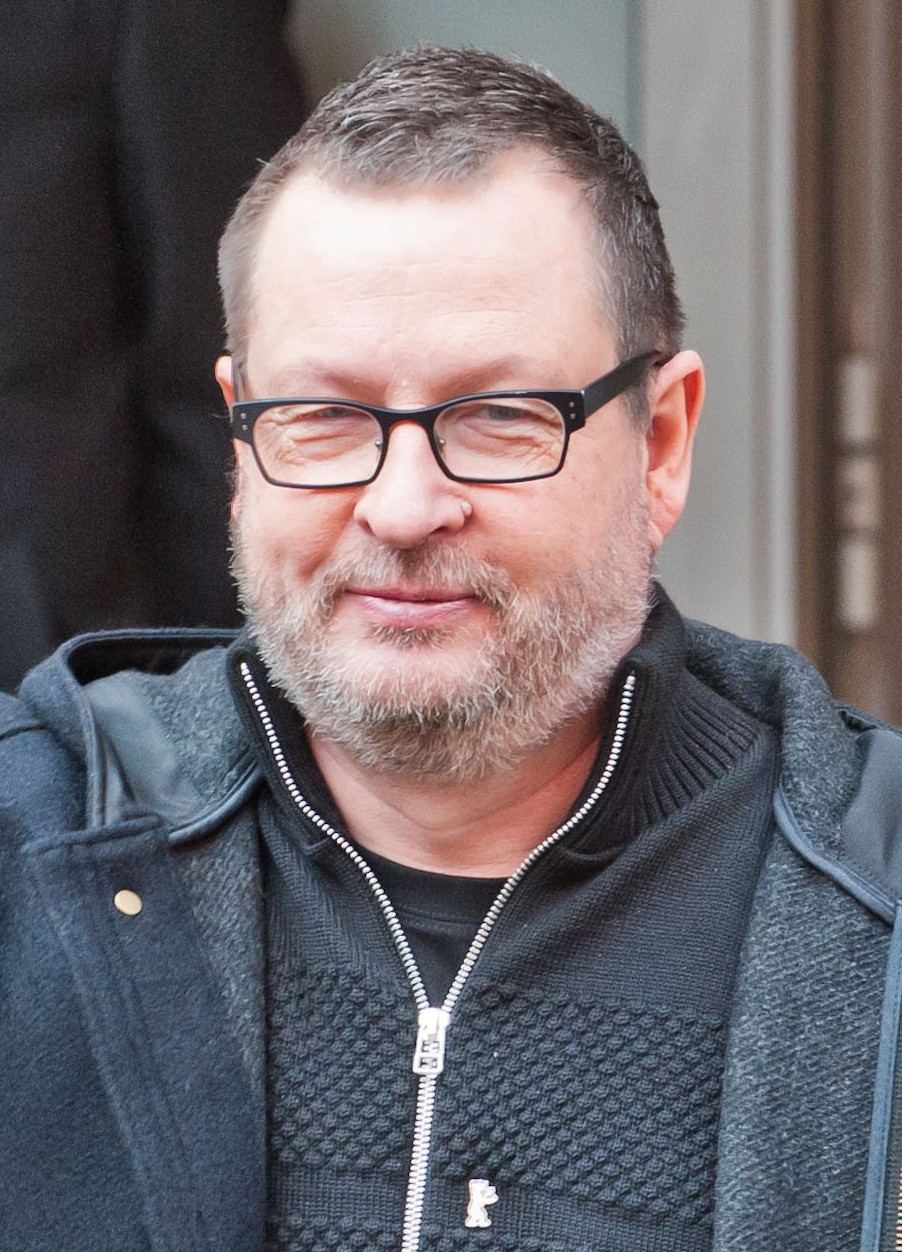
Lars von Trier (* 1956)

- 0311 – Císař Galerius uznal křesťanství jako trpěné náboženství v Římské říši.
- 1789 – George Washington jmenován prvním prezidentem USA.
- 1803 – USA odkoupily Louisianu od Francie za 15 miliónů dolarů.
- 1812 – Louisiana se stala 18. státem USA, které tím zdvojnásobily svou rozlohu.
- 1863 – Americká občanská válka: Začala bitva u Chancellorsville.
- 1863 – Francouzská intervence v Mexiku: Mexičané zničili hlídku cizinecké legie v legendární bitvě u Camarónu.
- 1869 – Založena havajská YMCA.
- 1939 – NBC na NY World's Fair demonstrovala svou první televizi.
- 1975 – Saigon padl do rukou severovietnamských sil.
- 1993 – Šílený fanoušek Steffi Grafové bodl na turnaji v Hamburku nožem do zad Moniku Selešovou.
- 2015 – Plánovaným pádem na povrch Merkuru ukončila svoji misi sonda MESSENGER.

## Narození

### Česko

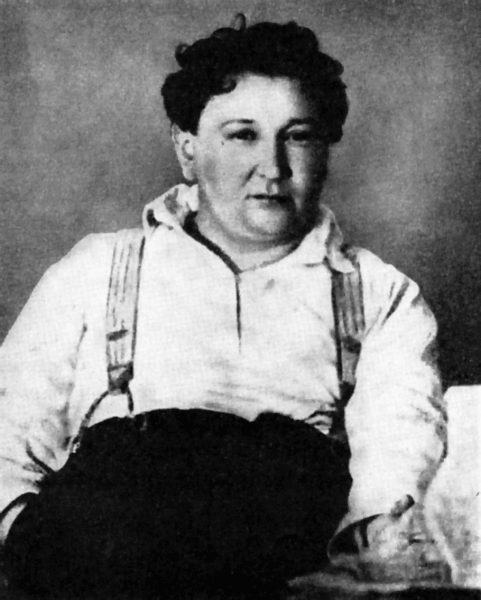
Jaroslav Hašek (* 1883)

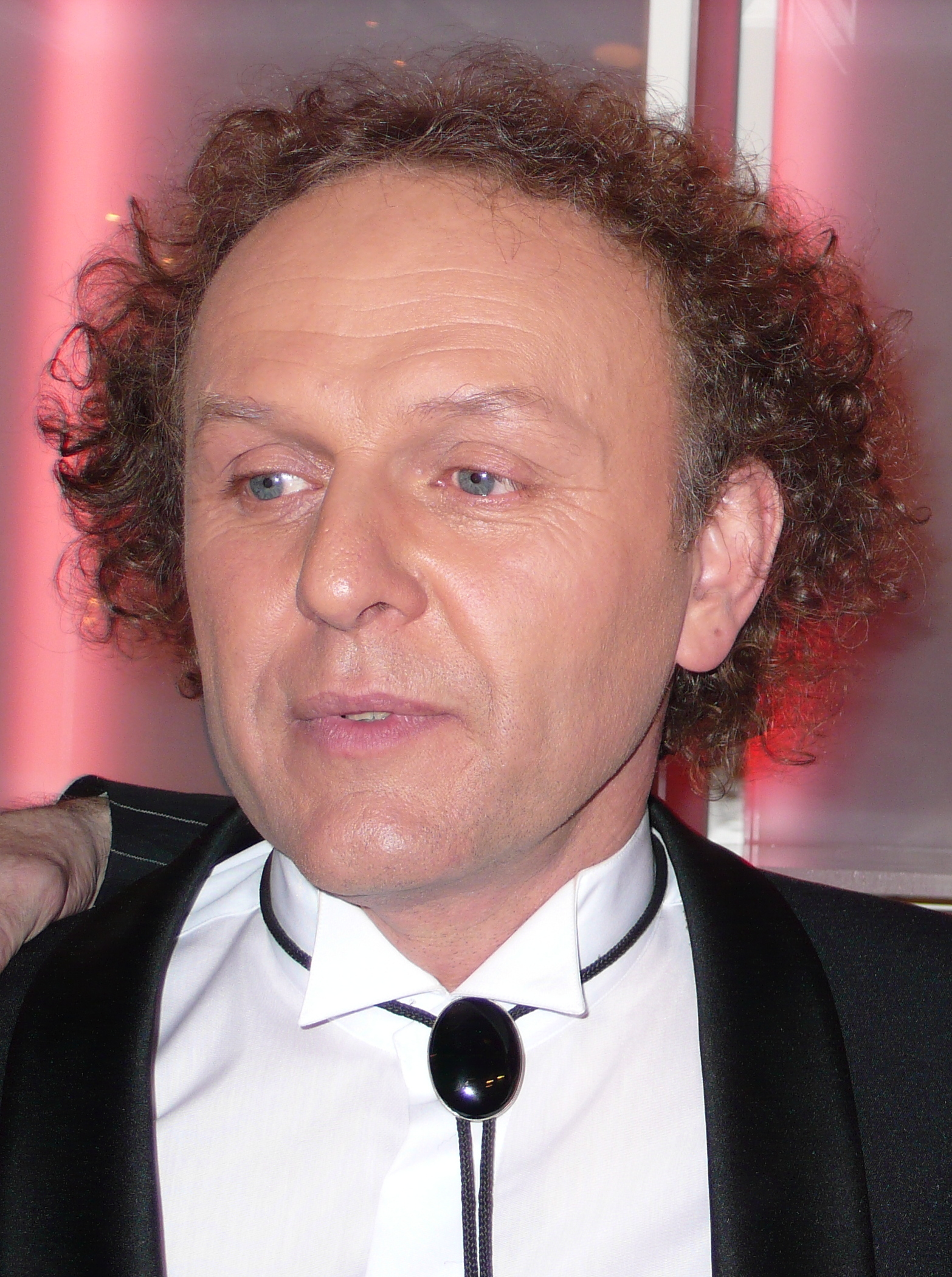
Jaroslav Dušek (* 1961)

- 1701 – Jan Ignác Angermayr, skladatel a houslista († 23. února 1732)
- 1707 – Jan Jílek, exilový hodnostář a kronikář († 3. října 1780)
- 1831 – Jan Sobek, klarinetista a hudební skladatel českého původu († 9. června 1914)
- 1839 – Antonín Mölzer starší, stavitel varhan († 8. srpna 1916)
- 1845 – Emil Ott, právník, rektor Univerzity Karlovy († 15. prosince 1924)
- 1856 – Jindřich Hartl (Dobromil Tvrdovič), varhaník, hudební skladatel a dirigent († 11. září 1900)
- 1865 – Stanislav Suda, skladatel, flétnista, hudební pedagog († 1. září 1931)
- 1871 – František Sander, architekt († 10. ledna 1932)
- 1876 – Josef Schieszl, čs. ministr sociální péče a zdravotnictví († 10. března 1970)
- 1877 – Roman Havelka, malíř († 20. června 1950)
- 1880 – Hugo Boettinger, malíř († 9. prosince 1934)
- 1883 – Jaroslav Hašek, spisovatel († 3. ledna 1923)
- 1886 – František Machník, politik († 21. listopadu 1967)
- 1889 – Stanislav Adam, učitel, houslista a hudební skladatel († 6. července 1974)
- 1900 – Běla Friedländerová, plavkyně a lyžařka († 6. července 1965)
- 1920 – Josef Chvalina, herec († 19. listopadu 1982)
- 1921 – Zdeněk Poleno, lesnický odborník a pedagog († 23. září 2002)
- 1924 – Ilja Prachař, herec († 10. srpna 2005)
- 1925 – Vítězslav Houška, spisovatel, překladatel († 3. srpna 2011)
- 1929 – Zdeněk Brdlík, malíř, ilustrátor a grafik († 16. října 1983)
- 1930 – Ljuba Štíplová, scenáristka, spisovatelka, autorka knížek pro děti, spoluautorka komiksu Čtyřlístek († 24. září 2009)
- 1933 – Karla Erbová, básnířka († 19. března 2024)
- 1935 – Gerhard Tschunko, horolezec, čestný člen ČHS
- 1937 – Zdeněk Matějka, chemik a vysokoškolský pedagog († 2. října 2006)
- 1940 – Milan Kašuba, český jazzový kytarista, skladatel a hudební pedagog
- 1943 – Jan Hinais, malíř
- 1946 – Hedvika Vilgusová, malířka a ilustrátorka († 12. listopadu 2007)
- 1947 – Vladimír Novák, malíř
- 1950 – Vladislav Banasinský, hasič
- 1952 – Viktor Šlajchrt, novinář, spisovatel a básník
- 1961 – Jaroslav Dušek, filmový a divadelní herec
- 1965 – Miroslav Kratochvíl, český reprezentant v kolové
- 1973
  - Hana Dariusová, česká reprezentantka ve veslování
  - Tomáš Prouza, ekonom
- 1975 – Dita Charanzová, europoslankyně (2014–2024)
- 1993 – Martin Fuksa, rychlostní kanoista
- 1994 – Adéla Bočanová, florbalistka

### Svět

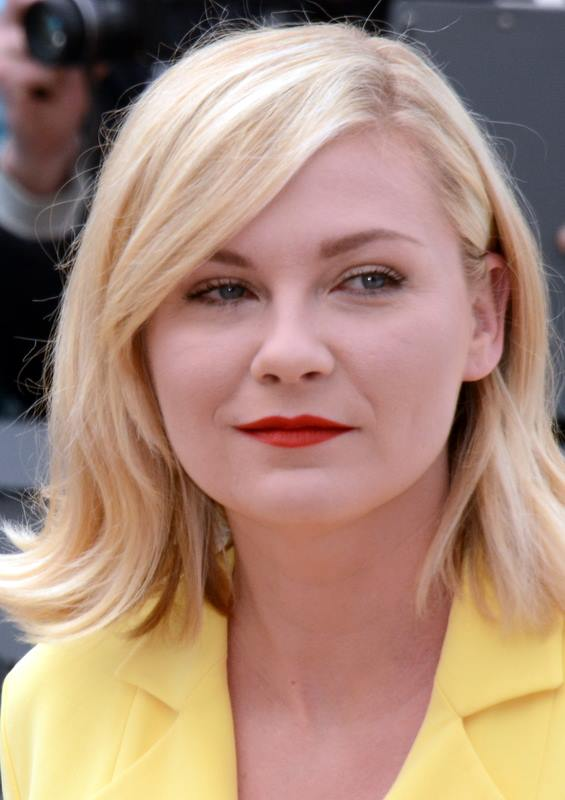
Kirsten Dunst (* 1982)

- Johnny Galecki (* 1975)Kunal Nayyar (* 1981)Kirsten Dunst (* 1982)1310 – Kazimír III. Veliký, polský král († 5. listopadu 1370)

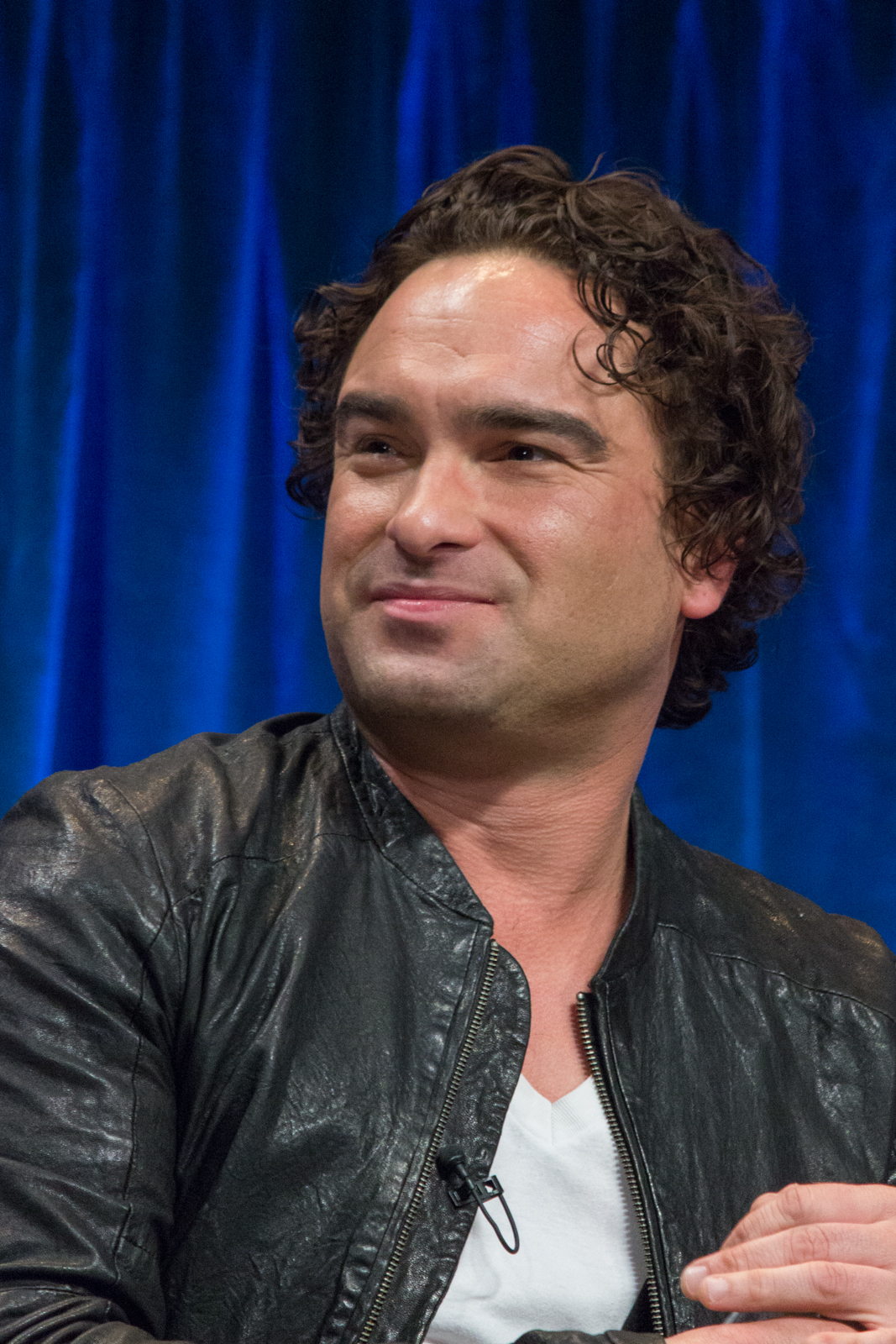
Johnny Galecki (* 1975)

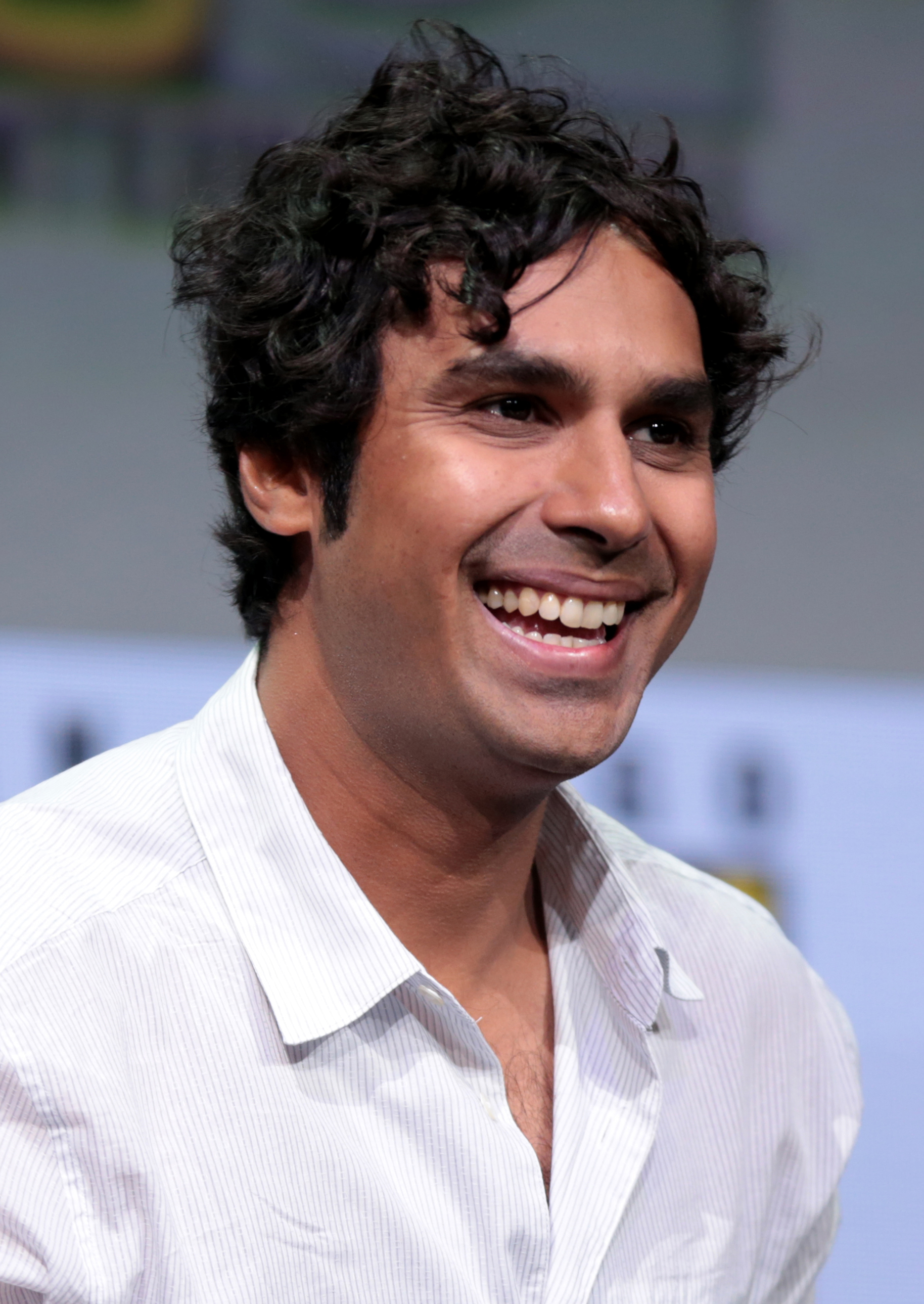
Kunal Nayyar (* 1981)

- 1437 – Ján III. Turzo, kremnický komorský hrabě a podnikatel († 10. října 1508)
- 1539 – Barbora Habsburská, dcera císaře Ferdinanda I. († 19. září 1572)
- 1553 – Luisa Lotrinská, francouzská královna jako manželka krále Jindřicha III. († 29. ledna 1601)
- 1623 – François de Montmorency-Laval, francouzský katolický biskup Québecu, světec († 6. května 1708)
- 1651 – Svatý Jan Křtitel de la Salle, kněz a reformátor školství († 7. dubna 1719)
- 1661 – Ludvík Armand I. Bourbon-Conti, francouzský šlechtic a politik († 9. listopadu 1685)
- 1662 – Marie II. Stuartovna, anglická královna († 28. prosince 1694)
- 1723 – Mathurin Jacques Brisson, francouzský zoolog a fyzik († 23. června 1806)
- 1738 – Maria Wilhelmina von Neipperg, milenka rakouského císaře Františka I. († 21. října 1775)
- 1773 – Johann Karl Burckhardt, francouzský astronom a matematik († 22. června 1825)
- 1777 – Carl Friedrich Gauss, matematik a fyzik († 23. února 1855)
- 1813 – Wilhelm Abeken, německý archeolog († 29. ledna 1843)
- 1834 – John Lubbock, anglický bankéř, politik, archeolog a biolog († 28. května 1913)
- 1839
  - Floriano Peixoto, druhý prezident Brazilské republiky († 29. července 1895)
  - Karel Salvátor Rakousko-Toskánský, arcivévoda rakouský a princ toskánský († 18. ledna 1892)
- 1854 – Miloslav Francisci, slovenský lékař a hudební skladatel († 29. ledna 1926)
- 1857 – Eugen Bleuler, švýcarský psychiatr († 15. července 1939)
- 1864 – Léonce Girardot, francouzský automobilový závodník († 7. září 1922)
- 1865 – Max Nettlau, německý anarchista, historik a lingvista († 23. července 1944)
- 1870 – Franz Lehár, hudební skladatel († 24. října 1948)
- 1872
  - Claudio Fogolin, italský cyklista, automobilový závodník a spoluzakladatel firmy Lancia († 27. dubna 1945)
  - Chi Oang, tchajwanská misionářka († 1946)
- 1877
  - Léon Flameng, francouzský cyklista, olympijský vítěz († 2. ledna 1917)
  - Alice B. Toklasová, americká spisovatelka († 7. března 1967)
- 1878 – Fernand Gabriel, francouzský automobilový závodník († 9. září 1943)
- 1879 – Richárd Weisz, maďarský zápasník, olympijský vítěz († 4. prosince 1945)
- 1885 – Luigi Russolo, italský malíř a kritik umění, experimentální hudby († 4. února 1947)
- 1888 – John Crowe Ransom, americký pedagog, literární kritik, básník a esejista († 3. července 1974)
- 1890 – Géza Lakatos, maďarský generál, předseda vlády († 21. května 1967)
- 1893
  - Gyula Breyer, maďarský šachista († 9. listopadu 1921)
  - Joachim von Ribbentrop, nacistický ministr zahraničí († 16. října 1946)
- 1894 – Hubert Salvátor Rakousko-Toskánský, arcivévoda rakouský a princ toskánský († 24. března 1971)
- 1896 – Reverend Gary Davis, americký bluesový zpěvák, kytarista a skladatel († 5. května 1972)
- 1897 – Johann Rattenhuber, šéf RSD (Říšská bezpečnostní služba) († 30. června 1957)
- 1898 – Johan Richthoff, švédský zápasník, zlato na OH 1924 († 1. října 1983)
- 1901 – Simon Kuznets, americký ekonom, Nobelova cena 1971 († 8. července 1985)
- 1909 – Juliána, nizozemská královna († 20. března 2004)
- 1910 – Milan Janák, slovenský ekonom a vysokoškolský pedagog († 6. listopadu 1982)
- 1911 – Luise Rinserová, německá spisovatelka († 17. března 2002)
- 1916 – Claude Shannon, americký elektronik a matematik († 24. února 2001)
- 1923 – Percy Heath, americký kontrabasista († 28. dubna 2005)
- 1925 – Johnny Horton, americký zpěvák († 5. listopadu 1960)
- 1926 – Cloris Leachman, americká herečka († 26. ledna 2021)
- 1928 – Georg Gerster, švýcarský novinář a průkopník letecké fotografie († 8. února 2019)
- 1931 – Adriana Asti, italská herečka a dabérka († 31. července 2025)
- 1936 – Bobby Gregg, americký bubeník a hudební producent († 3. května 2014)
- 1937 – Tony Harrison, anglický básník, dramatik a překladatel
- 1938
  - Juraj Jakubisko, slovenský filmový režisér, scenárista i kameraman († 24. února 2023)
  - Larry Niven, americký autor science fiction
- 1941 – Stavros Dimas, řecký politik
- 1943
  - Frederick Chiluba, druhý prezident Zambie († 18. června 2011)
  - Bobby Vee, americký zpěvák pop music († 24. října 2016)
- 1944 – Jon Bing, norský právník a spisovatel vědeckofantastické literatury
- 1945 – Michael Smith, americký astronaut († 28. ledna 1986)
- 1946
  - Karel XVI. Gustav, švédský král
  - Don Schollander, americký plavec, pětinásobný olympijský vítěz
- 1948
  - Wayne Kramer, americký kytarista, zpěvák a hudební skladatel († 2. února 2024)
  - Robert Tarjan, americký matematik
- 1949
  - James Grady, americký spisovatel
  - António Guterres, portugalský politik a diplomat, předseda vlády
- 1954 – Jane Campion, novozélandská scenáristka, herečka a režisérka
- 1955
  - Julio Cobos, viceprezident Argentiny a guvernér provincie Mendoza
  - Nicolas Hulot, francouzský fotograf, reportér a spisovatel
- 1956 – Lars von Trier, dánský filmový režisér
- 1959 – Stephen Harper, premiér Kanady
- 1963 – James Marsh, britský režisér
- 1967 – Ausra Fridrikasová, rakouská házenkářka
- 1974 – Aaron Goldberg, americký klavírista
- 1975 – Johnny Galecki, americký herec
- 1976 – Amanda Palmer, americká zpěvačka a klavíristka
- 1981 – Kunal Nayyar, anglický komik indického původu
- 1982 – Kirsten Dunst, americká herečka
- 1985 – Gal Gadotová, izraelská herečka a modelka
- 1988 – Naděžda Galljamovová, ruská horolezkyně
- 1991 – Travis Scott, americký rapper a hudební producent
- 1999 – Ange Capuozzo, italský ragbista
- 2001 – Samuel William Miščík, slovenský youtuber

## Úmrtí

### Česko

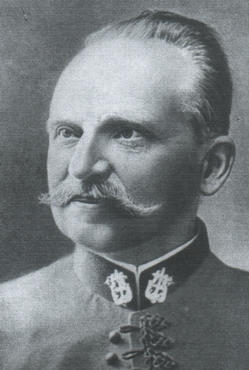
František Kmoch († 1912)

- 1748 – Otto Honorius z Egkhu, světící biskup olomoucké diecéze (* 29. května 1675)
- 1870 – Václav Levý, sochař (* 14. září 1820)
- 1899
  - Václav Šebele, malíř (* 4. dubna 1835)
  - Romuald Božek, vynálezce (* 6. února 1814)
- 1908 – Franz Peschka, sudetoněmecký statkář a politik (* 14. srpna 1856)
- 1912 – František Kmoch, dirigent a skladatel (* 1. srpna 1848)
- 1913 – Josef Kahl, rakouský a český podnikatel a politik německé národnosti (* 1840)
- 1920 – Jan Václav Novák, literární historik (* 21. prosince 1853)
- 1931 – Osvald Polívka, architekt (* 24. května 1859)
- 1933 – Adolf Pohl, československý politik německé národnosti (* 11. března 1875)
- 1940 – Antonín Bílý, prezident Nejvyššího soudu (* 30. května 1861)
- 1942 – Arnošt Mikš, zahraniční voják, výsadkář (* 27. července 1913)
- 1944 – Hugo Bergmann, československý politik (* 19. srpna 1870)
- 1949 – Jan Satorie, československý legionář a brigádní generál (* 13. května 1887)
- 1964 – Jan Obenberger, profesor entomologie na Karlově univerzitě v Praze (* 15. května 1892)
- 1973 – Václav Renč, básník, dramatik a překladatel (* 28. listopadu 1911)
- 1981 – Jan Filip, český archeolog a historik (* 25. prosince 1900)
- 1985 – Vašek Káňa, novinář a dramatik (* 23. dubna 1905)
- 1990 – Josef Velek, novinář a publicista (* 30. listopadu 1939)
- 1995 – Jiří Šust, hudební skladatel, autor filmové hudby (* 29. srpna 1919)
- 2000 – Jiří Karen, básník (* 11. června 1920)
- 2002 – Karel Milota, spisovatel (* 16. září 1937)
- 2012 – Radovan Kuchař, český horolezec (* 22. října 1928)

### Svět

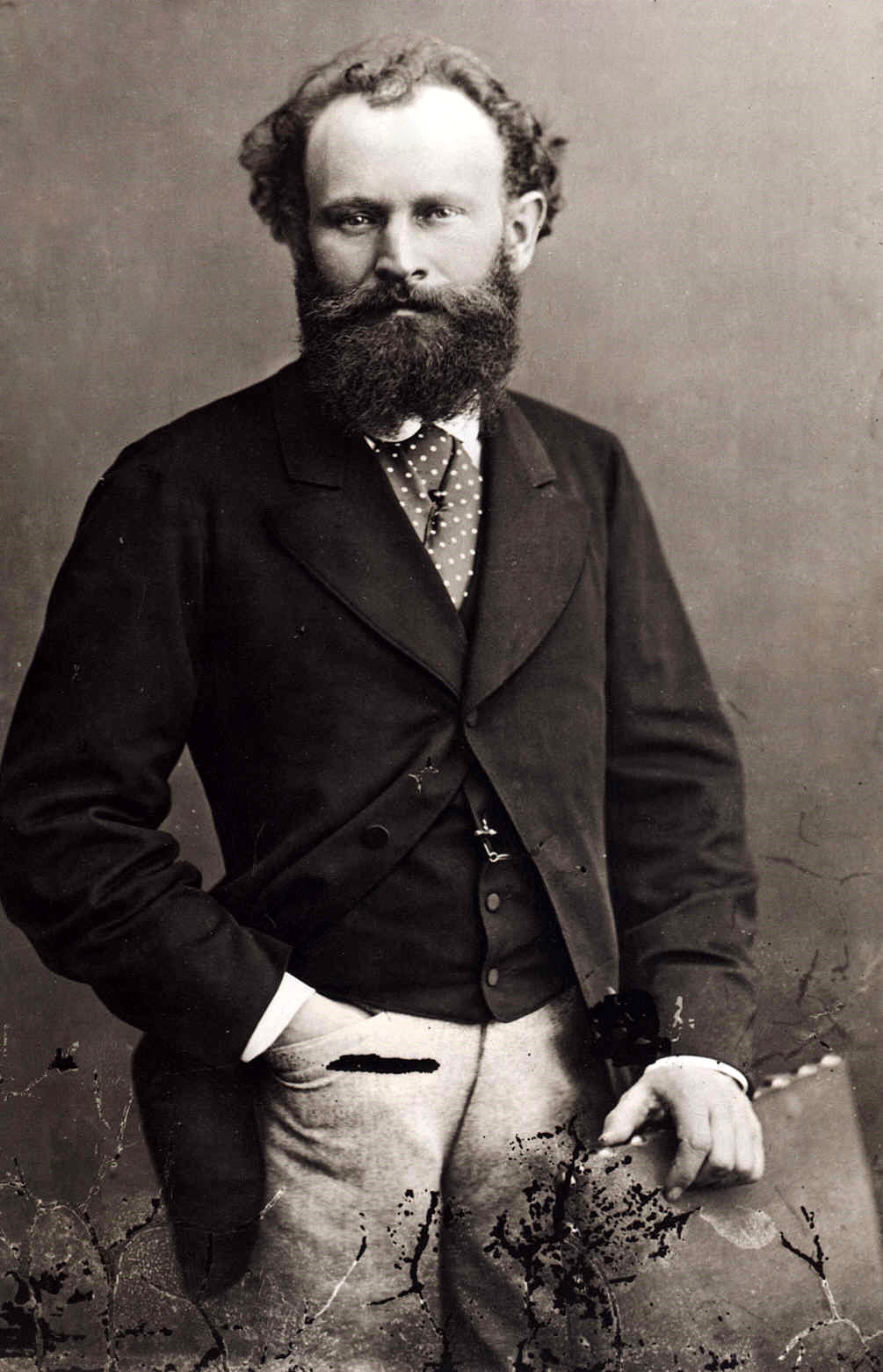
Édouard Manet († 1883)

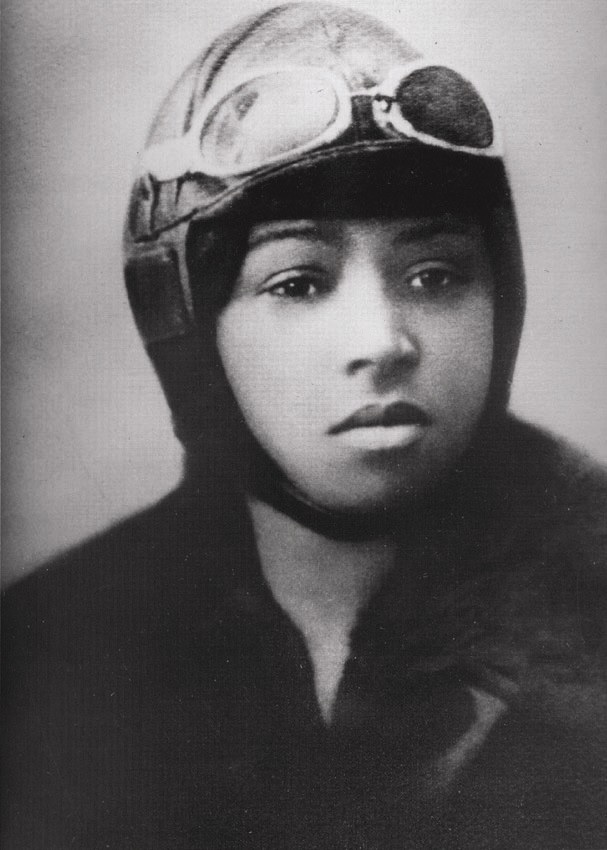
Bessie Coleman († 1926)

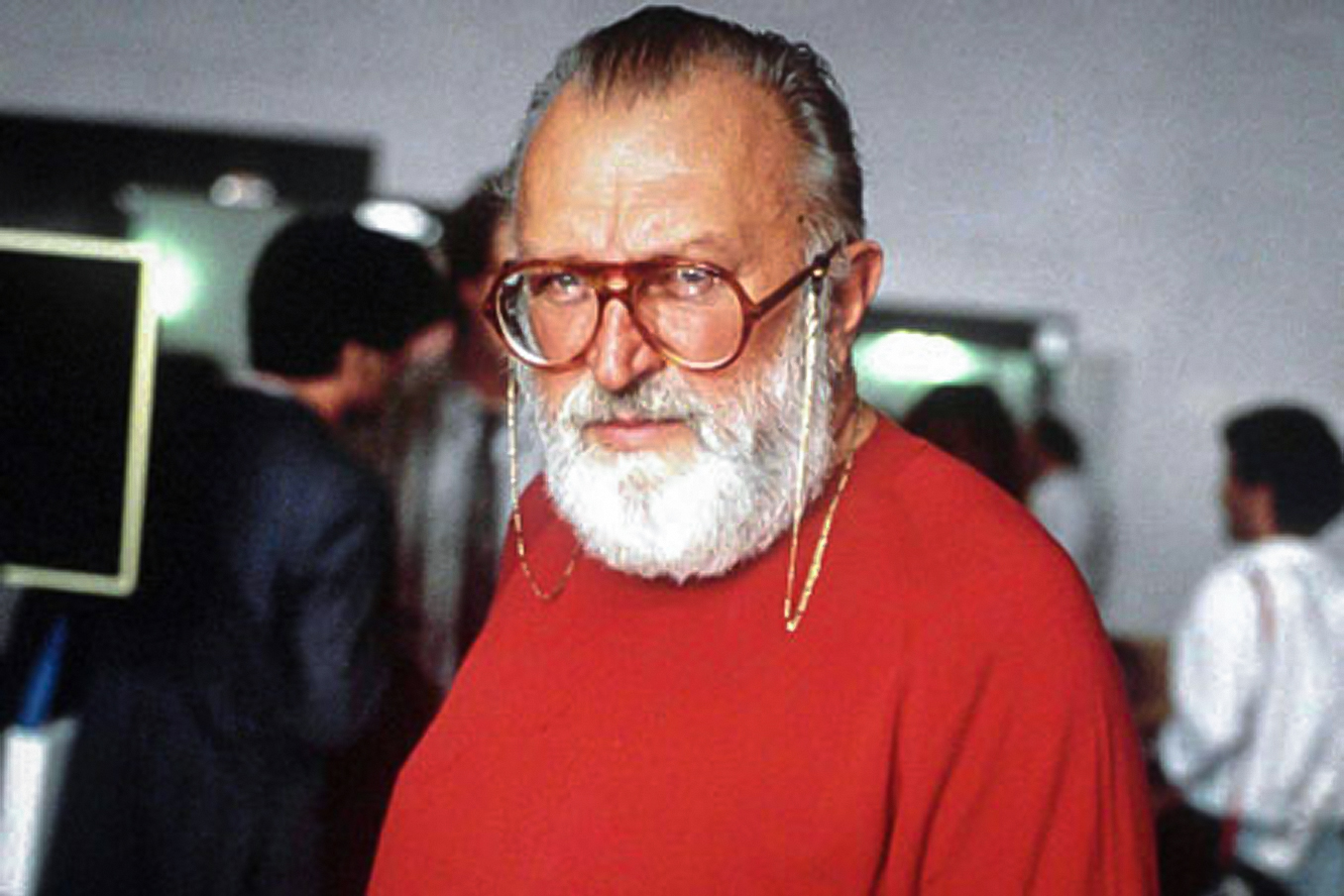
Sergio Leone († 1989)

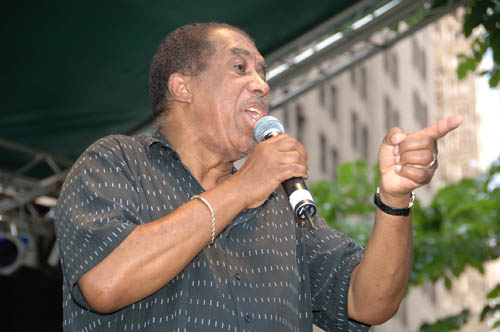
Ben E. King († 2015)

- 0065 – Marcus Annaeus Lucanus, římský básník (* 3. listopadu 39)
- 0972 – Adalbert II. Ivrejský, italský král v letech 950 – 961 (* 931)
- 1063 – Žen-cung, čínský císař (* 30. května 1010)
- 1315 – Markéta Burgundská (1292–1315), královna navarrská a francouzská (* 1292)
- 1632
  - Zikmund III. Vasa, litevský velkokníže, polský král a švédský král (* 20. června 1566)
  - Jan Tserclaes Tilly, vlámský generál (* únor 1559)
- 1672 – Marie od Vtělení Guyart, francouzská katolická světice (* 28. října 1599)
- 1696 – Robert Plot, anglický přírodovědec (* 13. prosince 1640)
- 1754 – Marie Tereza Felicitas d'Este, princezna z Modeny a vévodkyně z Penthièvre (* 6. října 1726)
- 1793 – Lorenzo Fago, italský varhaník, hudební skladatel a pedagog (* 13. srpna 1704)
- 1847 – Karel Ludvík Rakousko-Těšínský, rakouský arcivévoda (* 5. září 1771)
- 1854 – James Montgomery, skotský básník a žurnalista (* 4. listopadu 1771)
- 1865 – Robert FitzRoy, britský mořeplavec, meteorolog a politik (* 5. července 1805)
- 1870 – Julius Lederer, rakouský entomolog (* 24. června 1821)
- 1882 – Marie Waldecko-Pyrmontská, princezna württemberská (* 23. května 1857)
- 1883 – Édouard Manet, francouzský malíř (* 23. ledna 1832)
- 1885 – Jens Peter Jacobsen, dánský spisovatel, básník a přírodovědec (* 7. dubna 1847)
- 1889 – Ignaz Kolisch, rakousko-uherský bankéř a šachový mistr (* 6. dubna 1837)
- 1891 – Joseph Leidy, americký paleontolog a anatom (* 9. září 1823)
- 1895 – Gustav Freytag, německý romanopisec, dramatik a politik (* 13. června 1816)
- 1900 – Casey Jones, americký strojvedoucí (* 14. března 1863)
- 1903 – François Crépin, belgický botanik (* 30. října 1830)
- 1907 – Charles Howard Hinton, britský matematik a spisovatel (* 1853)
- 1921
  - Willibald Gebhardt, přírodovědec, zakladatel olympijského hnutí v Německu (* 17. ledna 1861)
  - Kamures Kadınefendi, manželka osmanského sultána Mehmeda V. (* 5. března 1855)
- 1923 – Louis Léger, francouzský spisovatel a slavista (* 13. ledna 1843)
- 1926
  - Bessie Colemanová, první pilotka v USA (* 26. ledna 1892)
  - Richard Weiskirchner, ministr obchodu Předlitavska (* 24. března 1861)
- 1944 – Jaroslav Čihák, generál, příslušník Obrany národa a zahraničního odboje ve Velké Británii (* 24. července 1891)
- 1945
  - Adolf Hitler, nacistický politik a diktátor (* 20. dubna 1889)
  - Eva Hitlerová (Braunová), dlouholetá milenka Adolfa Hitlera (* 6. února 1912)
- 1948 – Wilhelm von Thoma, generál Wehrmachtu za druhé světové války (* 11. září 1891)
- 1949 – Teresa Żarnoverová, polská sochařka, grafička, scénografka (* 1897)
- 1956 – Alben William Barkley, 35. viceprezident USA (* 24. listopadu 1877)
- 1961 – Perec Naftali, izraelský politik (* 19. března 1888)
- 1971 – Albin Stenroos, finský olympijský vítěz v maratonu (* 25. února 1889)
- 1979 – Julian Révay, ministr dopravy v autonomní vládě Podkarpatské Rusi (* 26. června 1899)
- 1981 – Peter Huchel, německý básník, dramatik a editor (* 3. dubna 1903)
- 1982
  - Otto Kaušitz, slovenský libretista, textař a překladatel (* 19. května 1909)
  - Lester Bangs, americký hudební publicista (* 13. prosince 1948)
- 1983
  - George Balanchine, gruzínský choreograf (* 22. ledna 1904)
  - Muddy Waters, americký bluesový muzikant (* 4. dubna 1915)
- 1984 – Zelda, izraelská básnířka (* 20. června 1914)
- 1987 – Marc Aaronson, americký astronom (* 24. srpna 1950)
- 1989 – Sergio Leone, italský filmový režisér a scenárista (* 3. ledna 1929)
- 1996 – David Opatoshu, americký herec (* 30. ledna 1918)
- 1998 – Edwin Thompson Jaynes, americký matematik a fyzik (* 5. července 1922)
- 1999 – Darrell Sweet, bubeník skotské hard rockové skupiny Nazareth (* 16. května 1947)
- 2000
  - Poul Hartling, premiér Dánska (* 14. srpna 1914)
  - Richard Tsimba, zimbabwský ragbista (* 9. července 1965)
- 2002 – Alexander Pituk, slovenský šachista (* 26. října 1933)
- 2008 – Štefan Mišovic, slovenský herec (* 19. prosince 1921)
- 2010 – Paul Augustin Mayer, německý kardinál (* 23. května 1911)
- 2011
  - Ernesto Sábato, argentinský spisovatel a esejista (* 24. července 1911)
  - Daniel Quillen, americký matematik (* 22. června 1940)
- 2012
  - Finn Benestad, norský muzikolog a hudební kritik (* 30. října 1929)
  - Bencijon Netanjahu, izraelský historik (* 25. března 1910)
- 2015 – Ben E. King, americký zpěvák (* 28. září 1938)
- 2019 – Peter Mayhew, britsko-americký herec (* 15. května 1944)
- 2023 – Ralph Boston, americký dálkař (* 9. května 1939)

## Svátky

### Česko
- Pálení čarodějnic (Valpuržina noc, filipojakubská noc)
- Máje
- Blahoslav, Blahomil, Blahomír
- Pius, Pia

### Svět
- Mezinárodní den jazzu
- Světový den tchaj-ťi a čchi-kung (je-li sobota)
- Norsko: Gina a Gitte
- Pohanský: Beltine
- Slovensko: Anastázia
- USA: den holičů a kadeřníků
- USA: Den upřímnosti (Honesty Day)
- Nizozemsko: Koninginnedag (Den královny)
- Švýcarsko: Maitag Vorabend
- Cizinecká legie: Camarón Day

### Liturgický kalendář
- sv. Zikmund
- sv. Pius V.

| 30. duben v pražském KlementinuÚdaje jsou platné k 8. 7. 2025. | 30. duben v pražském KlementinuÚdaje jsou platné k 8. 7. 2025. | 30. duben v pražském KlementinuÚdaje jsou platné k 8. 7. 2025. |
| minimum                                                        | denní průměr                                                   | maximum                                                        |
| -------------------------------------------------------------- | -------------------------------------------------------------- | -------------------------------------------------------------- |
| −1,9 °C (1782)                                                 | 11,7 °C (od 1961)                                              | 27,5 °C (2024)                                                 |